# Атентат над Локърби
Атентатът над Локърби е най-известният от серията терористични нападения, за чието извършване се обвинява Либия.
На 21 декември 1988 г. самолет на американската компания „Пан Ам“ – полет 103, експлодира във въздуха над Локърби, Шотландия. Загиват 270 души от 21 страни, включително 11 жители на Локърби. Повечето от пътниците са американски граждани.
Първоначално се смята, че атентатът е дело на Народния фронт за освобождения на Палестина – Генерално командване на Ахмед Джибрил. Подозират се и правителствата на Иран и Сирия. По-късно уликите се насочват към двама служители на либийските служби, действащи в Малта.
Според проведеното разследване, ден преди атентата двамата либийци, обвинени в извършването му, са летели от Триполи до Малта, където поставили взривното устройство. Под прикритието на служители на либийските авиолинии те поставили на летището Луа в Малта взривното устройство в откраднат куфар, който бил натоварен на самолета.
Единият е оправдан и при завръщането му в родината Муамар ал-Кадафи го посреща с почести и го гощава със специално заклана камила.
През август 2003 г. Либия официално признава отговорността си и се съгласява да изплати около 1 млрд. щ. долара компенсация на близките на жертвите.

## Разследване и съд
След тригодишно разследване е повдигнато обвинение срещу Абделбасет Али ал-Меграхи (на английски: Abdelbaset Ali Mohmed Al Megrahi) и ал-Амин Халиф Фимах (на английски: Al Amin Khalifa Fhimah). На 5 април 1999 г. заподозрените в извършване на атентата са предадени на шотландската полиция и в холандския град Утрехт се състои съдебното дело. Ал Амин Халиф Фимах е признат за невинен, а ал-Меграхи е осъден на доживотен затвор и затворен в шотландския затвор Гринок (на английски: Greenock).

## Освобождаване на ал-Меграхи
Във връзка със заболяването на ал-Меграхи (рак на простатата) и очаквания смъртоносен изход от заболяването, като акт на хуманност, с решение на Министъра на правосъдието на Шотландия (на английски: the Scottish Government Justice Secretary), Кени Макаскил, (на английски: Kenny MacAskill) от 20 август 2009 г. ал-Меграхи е освободен. По повод освобождаването протестират близките на жертвите от терористичния акт. Категоричен протест срещу освобождаването е изказан от Държавния секретар на САЩ Хилари Клинтън. Недоволство от решението на шотландското правителство също изказават в изявления президентът на САЩ Барак Обама, генералният прокурор на САЩ Ерик Холдер и др. Директорът на ФБР Роберт Мюлер III написва открито писмо до Министъра на правосъдието на Шотландия. 
В Либия ал-Меграхи е посрещнат като национален герой. На 12 септември 2009 г. състоянието на осъдения, намиращ се в болница в Либия, рязко се влошава. За това е съобщено от лекари и негови роднини, но за състоянието и местопребиваването му повече няма информация. Абдел Басет ал-Меграхи умира на 20 май 2012 година.